# Bailleul (Nord)
Bailleul (in olandese Belle) è un comune francese di 14 278 abitanti situato nel dipartimento del Nord nella regione dell'Alta Francia.

## Società

### Evoluzione demografica
Abitanti censiti